# 完美风暴

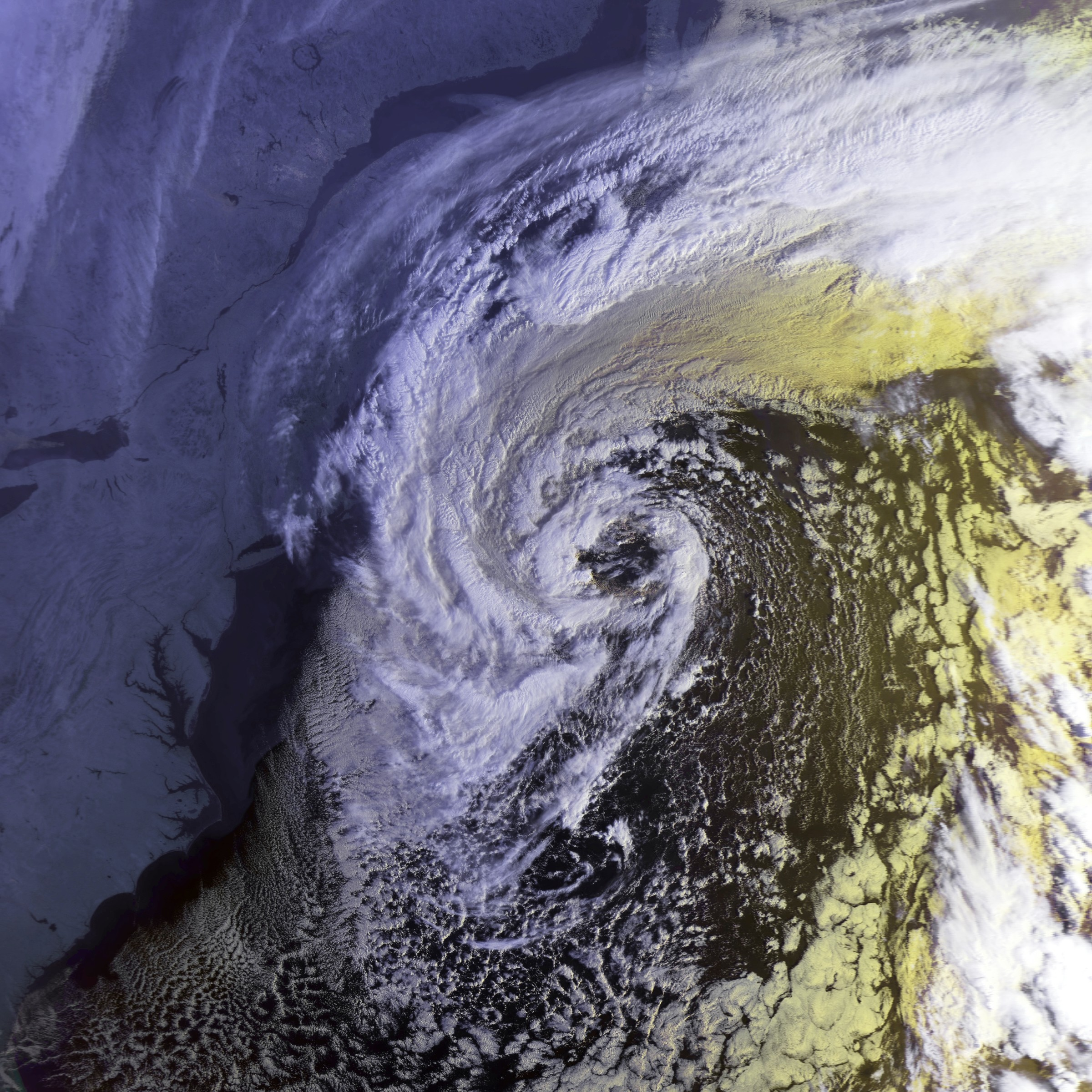
1991年完美风暴接近美国本土

一场完美风暴是在多重因素的罕见叠加下产生的一种气象事件。这个术语常被用来形容由罕见气象现象相结合，从而导致的一场异常严重的风暴。

## 语源
牛津英語詞典早在1718年就已在其中提到“完美风暴”（perfect storm），虽然给出的例句中，“完美”一词的含义更倾向于“绝对”、“完全”或表强调之意。
1848年出版的由威廉·梅克比斯·所著的中，亦有“完美风暴”一词出现，其中写道：
|                        | 我听一个在那不勒斯讲故事的同行说过，他在沿岸向那些无所事事的懒汉，或说那些老实的伙计布说着，带着一腔即将要向自己口中叙述的那些十恶不赦的坏蛋宣泄的狂热愤怒激情，为这些终亦将被此种情绪感染的听众布说着；随后不论从是台上本就在滔滔不绝地说着的诗人自己那里，还是从台下围着他的那些听众那里，爆发出、咆哮出的都是对这虚构之恶魔的恶毒咒诅，于是这位同行手中的帽子变圆变鼓，其中塞满了，在这场由同情而起的完美风暴之中，掷出的一枚又一枚金币。 |
| ——威廉·梅克比斯·，《》 | |

在气象领域，“完美风暴”一词最早出现在1850年5月30日，曼彻斯特威辛顿的劳伊德牧师（Rev. Lloyd）在当时记录每月的降水量，而5月30日当天他写道：“一场雷电交织的完美风暴覆盖了全英格兰（除伦敦），造成了可怕且致命的破坏。”这份记录保存在英國氣象局。之后的一份记录案例是在1936年3月20日，德克萨斯州的《亚瑟港新闻》刊出：“气象局将这起风波描述为一次‘完美风暴’，有七个因素相连锁促成了这场洪水的发生。”
1993年，新闻记者兼作家计划撰写一部以1991年万圣节东北风暴为主题的书籍。虽然从专业角度讲这场风暴仅应归类为温带气旋，但荣格尔在与美国国家气象局预报员罗伯特·凯斯交流后，从对方口中得知，这场风暴的产生过程中共有三种不同的天气现象交汇，从而为这样一场风暴的产生创造了“完美环境”（perfect situation）：
- 冷锋从一个方向催生出一片温带低气压带来暖空气
- 高气压从另一个方向带来一股干燥冷空气
- 热带风暴或飓风带来的大量暖湿水汽

由此，荣格尔将关注点放在“完美”一词上，契合已有的“完美风暴”一词，命名自己的新书为《完美风暴》。
该书1997年发布后收获了巨大成功，并使“完美风暴”这一术语进入大众视野。这种普及的过程在其改编电影于2000年上映后进一步加速，其后，该术语的意义在实际使用中大幅扩展，可以指任意事件因多种因素以极其例外的情形相叠加，从而导致事态非常严重化的情况。
虽然常被形容为“完美风暴”的1991年万圣节东北风暴着实是一场威力强大的风暴，但破坏力更甚一筹的风暴并非少数。同样据预报员凯斯所言，尽管像该次风暴一般的气象事件复合并不寻常，然而他所说的“完美”之意尚称不上极其罕见乃至独一无二。
次貸危機及2008年金融海啸期间，该词被大量使用以形容此次危机之产生，以至当时出现了反对过度使用这个源出气象学术语的词汇之呼声。